# Sandlane
Koordinaten: 26° 34′ S, 30° 48′ O
Sandlane ist ein Ort in Eswatini. Er liegt im Westen des Landes in der Region Manzini, direkt an der Grenze zu Südafrika im Westen. Der Ort liegt etwa 1530 Meter über dem Meeresspiegel im Highveld.

## Geographie
Sandlane liegt am Beginn der Fernstraße MR19, die in Südafrika als R65 weiterläuft. Die Straße führt in Eswatini nach Osten, nach Mancongco und Mbabane.